# Портрет Александра I верхом на коне (картина Крюгера)
«Портрет Александра I верхом на коне» — картина работы немецкого художника Франца Крюгера из Военной галереи Зимнего дворца.

## Описание картины
Картина представляет собой конный портрет российского императора Александра I из состава Военной галереи Зимнего дворца.
Российский император Александр I изображён на фоне Парижа в генеральском мундире, через плечо переброшена Андреевская лента, в генеральской шляпе, верхом на рысаке светло-серой в яблоках масти. Справа на груди крест ордена Св. Георгия 4-го класса, серебряная медаль участника Отечественной войны 1812 года, шведский Военный орден Меча и другие награды, а также звезда ордена Св. Андрея Первозванного, совмещённая со знаком британского ордена Подвязки. Справа внизу подпись художника и дата: F. Krüger. pinx. 1837. Подпись на раме: Александр I император 1801—1825. Работы Ф. Крюгера 1837 г.

## Первоначальные портреты работы Доу
При проектировании Военной галереи Зимнего дворца в ней было запланировано размещение трёх конных портретов: российского императора Александра I в центре на торцевой стене, и рядом с ним на боковых стенах австрийского императора Франца I и прусского короля Фридриха-Вильгельма III. В Российском государственном историческом архиве хранится акварельный эскиз торцевой стены Военной галереи работы К. И. Росси, где сразу был схематично показан конный портрет императора.
В 1822 году Доу сделал эскиз конного портрета Александра I, скачущего под аркой. Закончил же он этот портрет в 1827 году, сначала он выставлялся в Таврическом дворце, а в декабре был помещён в Военную галерею. Этот портрет вызвал неоднозначную реакцию, многие его хвалили, но также он получил и изрядную порцию критики.
В связи с критикой Доу вынужден был переделать портрет, который в Военную галерею поступил в 1829 году, уже после смерти художника. Этот портрет также вызвал многочисленные нарекания и в конце концов было принято решение о заказе нового портрета немецкому художнику Францу Крюгеру — конный портрет прусского короля Фридриха Вильгельма III его работы в 1832 году также был помещён в галерею, и в сравнении с ним на портрете работы Доу были особенно сильно заметны искажения в пропорциях и в перспективе, а также недостатки в общем пространственном построении. Этот последний вариант запечатлён на картине Г. Г. Чернецова «Перспективный вид Военной галереи 1812 года в Зимнем дворце», написанной в 1829 году и также хранящейся в Эрмитаже (холст, масло, 121 × 92 см, инвентарный № ЭРЖ-2433).

## Конный портрет работы Крюгера
Министр Императорского двора князь П. М. Волконский в письме от 7 мая 1832 года, адресованном российскому посланнику в Пруссии действительному тайному советнику А. И. Рибопьеру, дал ему поручение: «Император повелел Вам спросить Крюгера, не пожелает ли он приехать в Санкт-Петербург и написать портрет Императора Александра Павловича для Военной галереи Зимнего дворца». Менее чем через месяц сам Крюгер писал Волконскому: «Барон Рибопьер сообщил мне Высочайшую волю, чтобы я приехал в Санкт-Петербург для написания некоторых картин. Я не в силах выразить, сколь рад этому приглашению. <…> В настоящий момент есть однако обстоятельства, позволяющие мне отправиться в Санкт-Петербург при одном условии. Мой милостивый господин Король, удостоил меня заказом военной сцены <…> Я пишу её сейчас с полной отдачей <…> Однако Король милостиво не препятствует мне на два или три месяца отправиться в Петербург для исполнения портрета и штудий к требующимся картинам, с тем, чтобы начать их там, но закончить в Берлине и при необходимости привезти их через год в Петербург, дабы исправить на месте обнаружившиеся ошибки. В любом случае, мне кажется, это было бы наилучшим решением для успеха работы. Вероятно, каждый художник, не лишаясь привычных удобств, имеет дома всё необходимое для достижения успеха в его деле, а я располагаю ателье, в котором благодаря освещению и положению можно использовать как модели живых лошадей, что очень удобно для исполнения требующихся картин. <…> Я смиренно прошу Вашу Светлость передать Его Величеству мою просьбу, и если будет благожелательное решение, немедленно выеду».
Император Николай I согласился с предложением Крюгера, и художник летом 1832 года прибыл в российскую столицу. Ему была выделена квартира и мастерская в здании Малого Эрмитажа, а также из Придворной конюшенной конторы был предоставлен экипаж для разъездов. Перед написанием эскиза художник получил данные о том, что должно быть изображено на портрете: его размеры, ракурс, пейзаж на фоне, мундир, комплект наград. Также ему был заказан и портрет самого императора Николая I. Вскоре состоялась встреча Крюгера и императора, после чего был написан эскиз. Эскиз получил одобрение и в мае 1833 года Крюгер вернулся в Берлин для дальнейшей работы над портретом в своей мастерской. Предварительно он попросил (согласно рапорту П. М. Волконского) «прислать к нему в Берлин на короткое время следующие вещи. Для портрета Императора и блаженной памяти Александра Павловича на лошадях: 1. Треугольную шляпу с белым пером. 2. Генеральский мундир с эполетами и голубою орденской лентой. 3. Пару сапог со шпорами. 4. Шитые воротники и обшлага полков: Гвардейской артиллерии и Преображенского. <…> Все сии вещи обязывается по миновании в них надобности возвратить в том же виде, присовокупляя к тому же, что нет никакой необходимости, чтобы вещи сии, ровно как и шитьё, были совершенно новыми».
Сначала предполагалось, что император Александр I будет изображён на фоне Санкт-Петербурга (как на галерейных портретах изображены король Фридрих-Вильгельм III на фоне Берлина и император Франц I на фоне Вены), и Крюгер 14 ноября 1834 года в письме просил князя П. М. Волконского «прислать маленький вид Петербурга с расстояния 6-8 вёрст с обозначением форм и цветов башен, ближайших домов и т. д.», однако было решено заменить вид российской столицы на вид французской, что должно было символизировать взятие Парижа русскими войсками в 1814 году. В том же письме Крюгер спрашивает о том, какая масть лошади должна быть изображена: «могу ли я изобразить гордо выступающего белого коня»? Об этом же спрашивал А. фон Гумбольдт в письме П. М. Волконскому: «Остается написать ещё большой портрет Императора Александра. Чтобы не повторять уже сделанное, он хотел бы изобразить его на белом идущем коне. Но он будет точно следовать предписаниям, полученным от Вашей светлости и как о величайшей милости просит скорейших указаний касательно позы и масти коня». В итоге это предложение было принято.
Портрет был закончен в 1837 году. Побывавший в Берлине анонимный русский путешественник, посетивший там мастерскую Крюгера, писал: «Во время моего пребывания Крюгер оканчивал большой портрет Императора Александра на лошади, который должен заменить работу Дава, что в Военной галерее Эрмитажа. Чудное дело, что Крюгеру суждено было написать первый похожий портрет покойного, которого он никогда не видел и руководствовался непохожим портретом Дава и одною довольно хорошей маской. Лошадь серая написана превосходно. Вдали виден Париж». 1 апреля 1837 года готовый портрет был отправлен в Санкт-Петербург при сопроводительном письме художника, в котором говорилось: «цену за последний я не могу назвать, так как не знаю, удостоится ли он одобрения. При решении столь сложной задачи я располагал слишком малыми средствами — только погрудным портретом Доу. Я не имел счастья лицезреть покойного императора, и если добился сходства и успеха, то обязан этим советам генерала Киля. Назначение цены я полностью доверяю суждению и милости Императора, ибо всегда удостаивался получать чрезмерные знаки Монаршей милости» . В итоге Крюгеру было заплачено 7000 талеров.
Главный научный сотрудник Отдела западноевропейского изобразительного искусства Государственного Эрмитажа Б. И. Асварищ пишет, что осенью того же 1837 года портрет прибыл в Санкт-Петербург и сразу же был помещён в Военную галерею. Однако это не так: поскольку в декабре 1837 года в Зимнем дворце вспыхнул большой пожар, уничтоживший в том числе и зал Военной галереи (все портреты были спасены), картина была выставлена на дальней торцевой стене Военной галереи только в 1839 году, после восстановления дворца.

## Дальнейшая судьба портрета работы Доу
Перед открытием галереи после реконструкции по приказу императора Николая I конный портрет работы Доу был отправлен в Москву, хранился в Кремле в Оружейной палате, после Октябрьской революции его оттуда убрали и он долгое время лежал свёрнутым в подвалах Успенского собора . В начале 2010 года его из-за крайне плохого состояния отправили во Всероссийский художественный научно-реставрационный центр имени И. Э. Грабаря на реставрацию. Однако там в июле того же года вспыхнул пожар, картину удалось спасти, но она получила новые, весьма значительные повреждения. По состоянию на 2013 год картина по-прежнему находится в сильно повреждённом виде, числится в собрании Музеев Московского кремля, хранится в запасниках и ждёт своей очереди на реставрацию.

## Связанные с портретом произведения
В 1850 году Крюгер написал ростовой портрет князя П. М. Волконского; на этом портрете в качестве части фона использован фрагмент Военной галереи с конным портретом Александра I. Этот портрет также находится в собрании Эрмитажа (холст, масло, 283 × 188 см, инвентарный № ГЭ-5961). Уменьшенное авторское повторение имеется в собрании Государственного Русского музея (холст, масло, 94 × 64 см, инвентарный № ЖБ-714); Б. И. Асварищ допускает возможность того, что это не оригинал Крюгера, а копия с него работы Ф. Янчевского, выполненная в 1868 году.
1 декабря 1860 года обер-гофмаршалу двора и президенту Придворной конторы графу А. П. Шувалову было выдано предписание министра императорского двора графа В. Ф. Адлерберга с распоряжением художникам К. А. Ухтомскому, Э. П. Гау и Л. О. Премацци «делать… рисунки с внутренностей зал Зимнего дворца»; рисунок Военной галереи в 1861 году выполнил Гау и в центре композиции он поместил конный портрет императора. Этот рисунок также находится в собрании Эрмитажа (бумага, акварель, 43,9 × 31 см, инвентарный № ОР-11830).

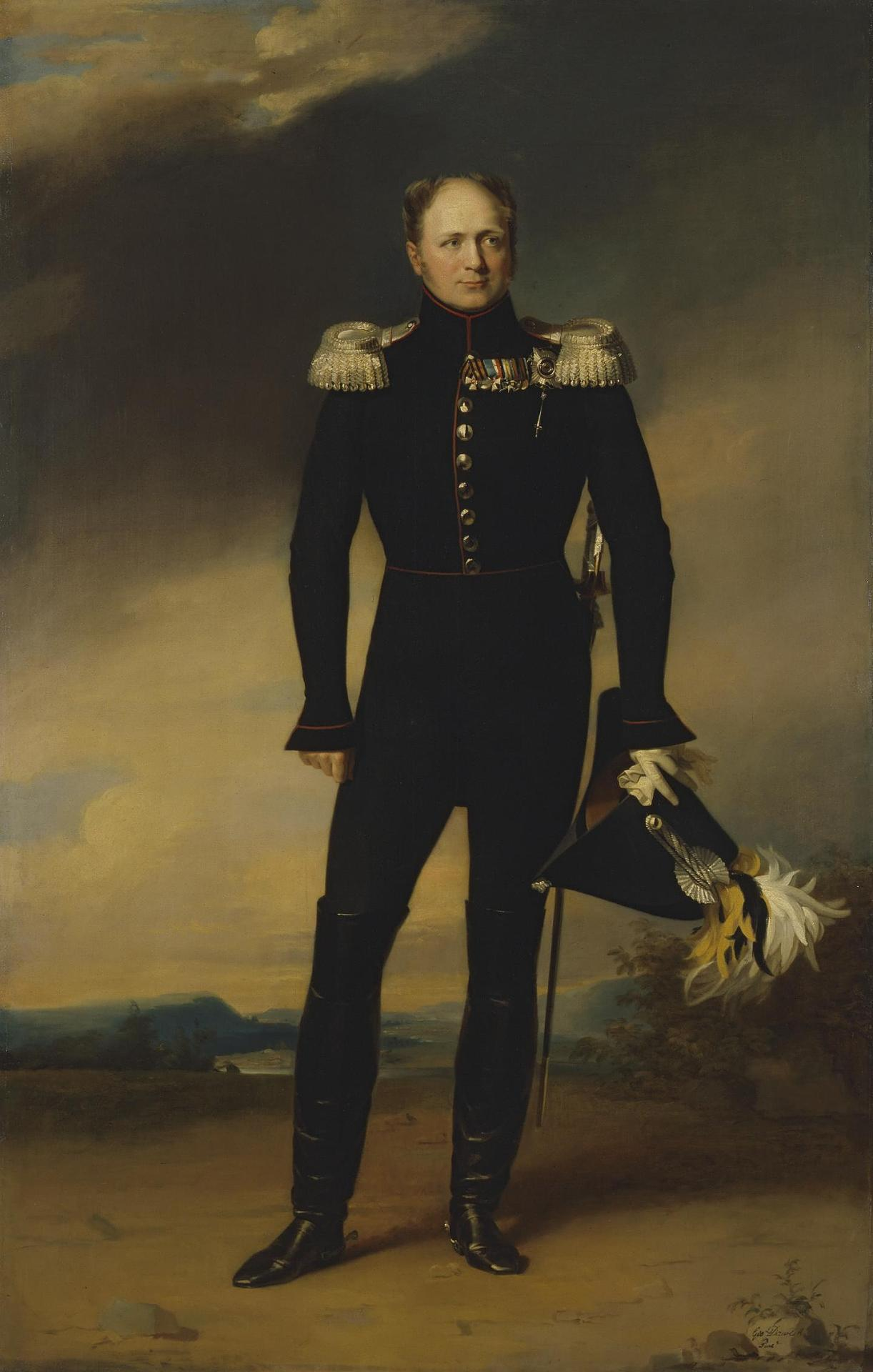
Дж. Доу. «Портрет Александра I». Холст, масло. 238 × 152,3 см. Эрмитаж. Портрет такого типа первоначально выставлялся в Военной галерее
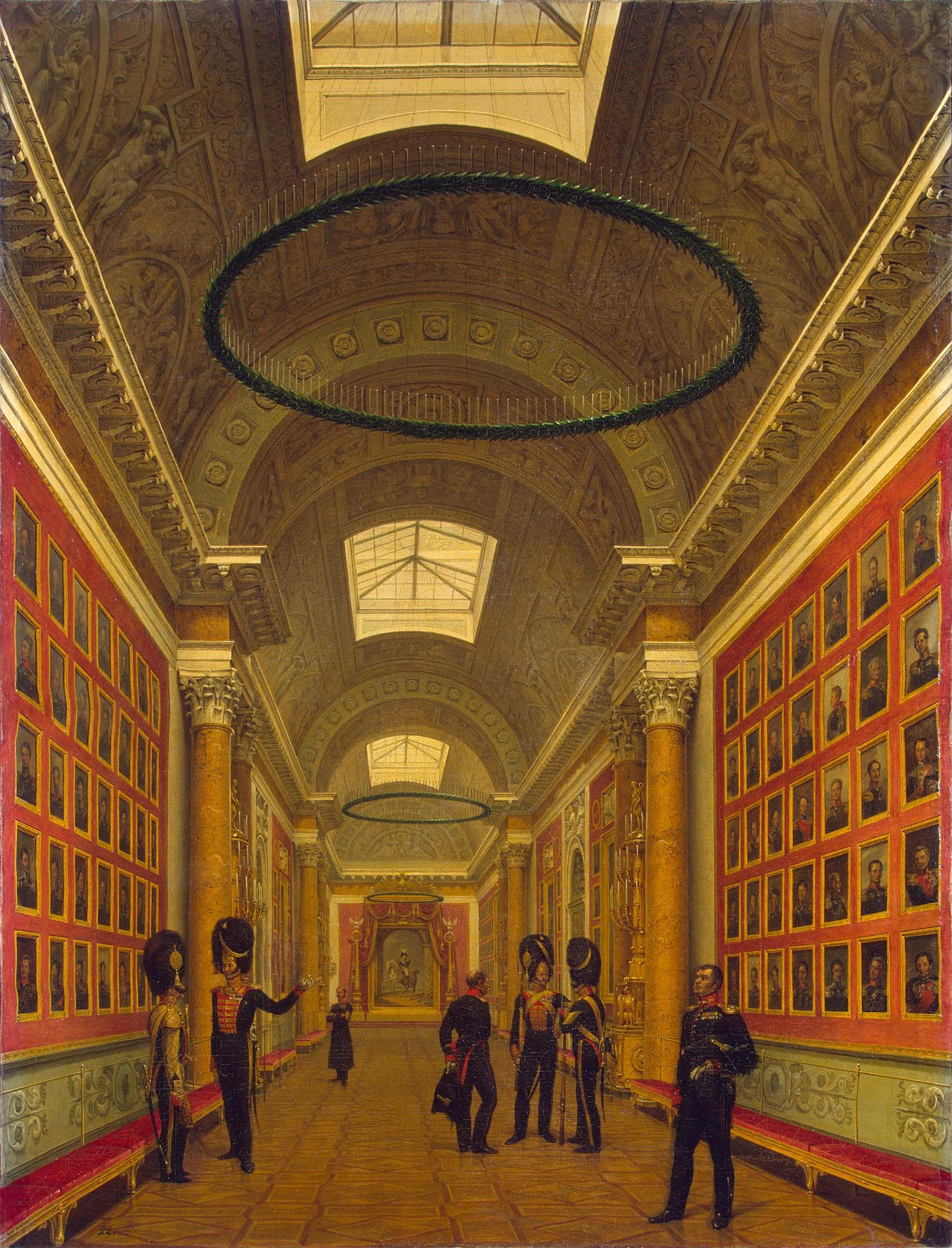
Г. Г. Чернецов. «Перспективный вид Военной галереи 1812 года в Зимнем дворце». 1829 год. Холст, масло. 121 × 92 см. Эрмитаж. В торце галереи виден портрет Александра I работы Доу, впоследствии заменённый портретом работы Крюгера
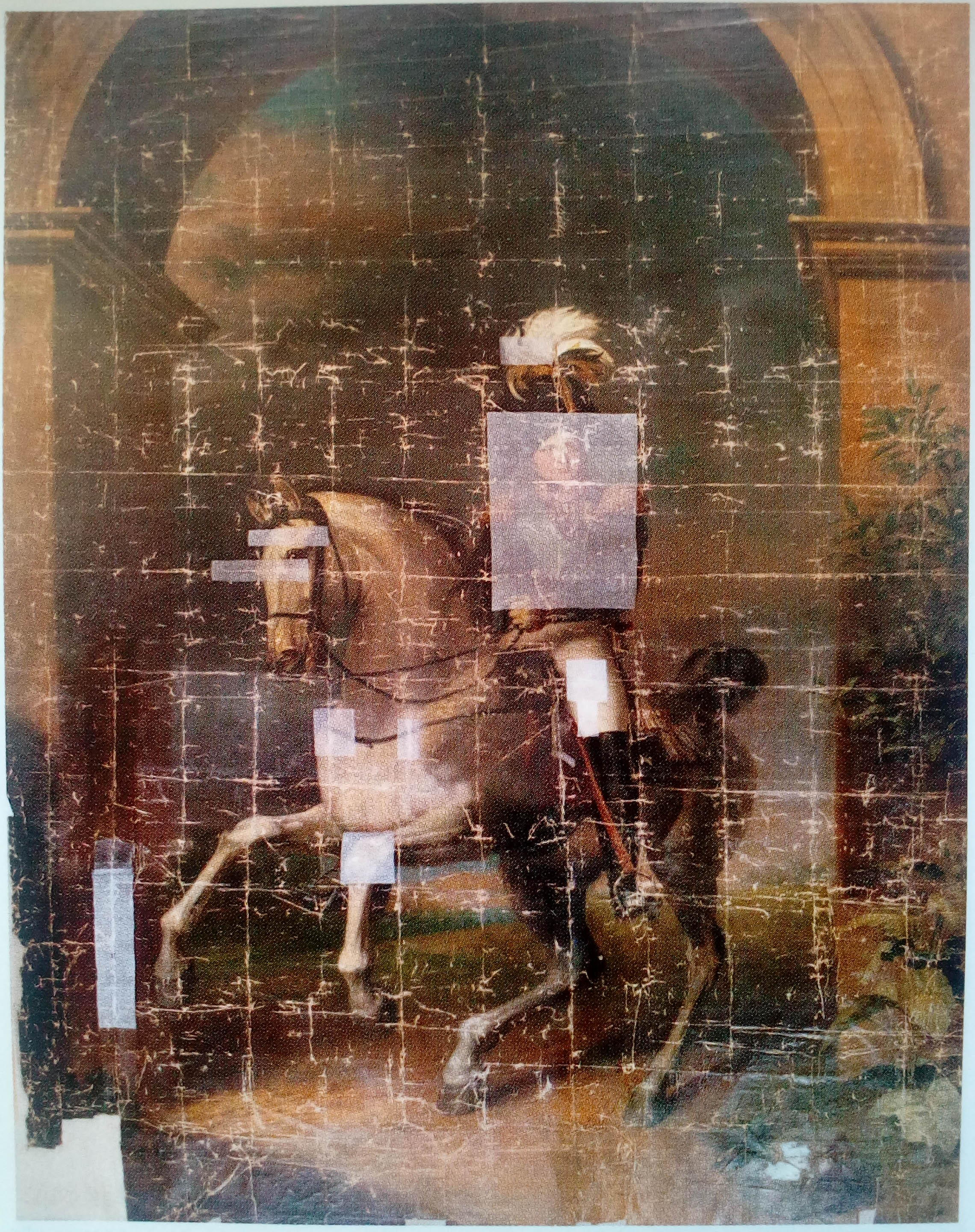
Дж. Доу.«Портрет Александра I верхом на коне». Холст, масло. Музеи Московского Кремля. Состояние накануне пожара в Центре им. Грабаря
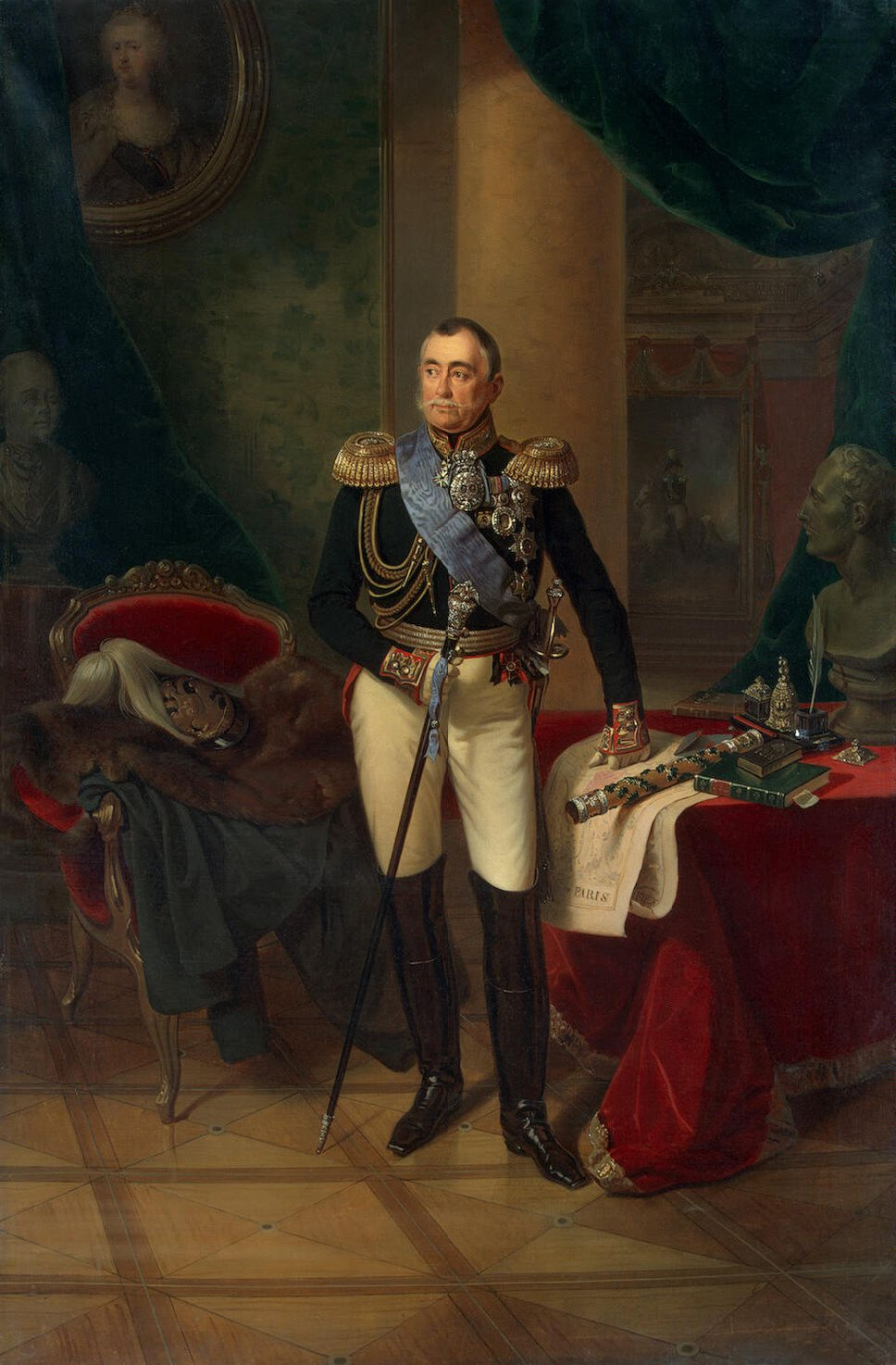
Ф. Крюгер. «Портрет Петра Михайловича Волконского». 1850 год. Холст, масло. 283 × 188 см. Эрмитаж. Правее колонны Крюгер изобразил конный портрет Александра I своей работы
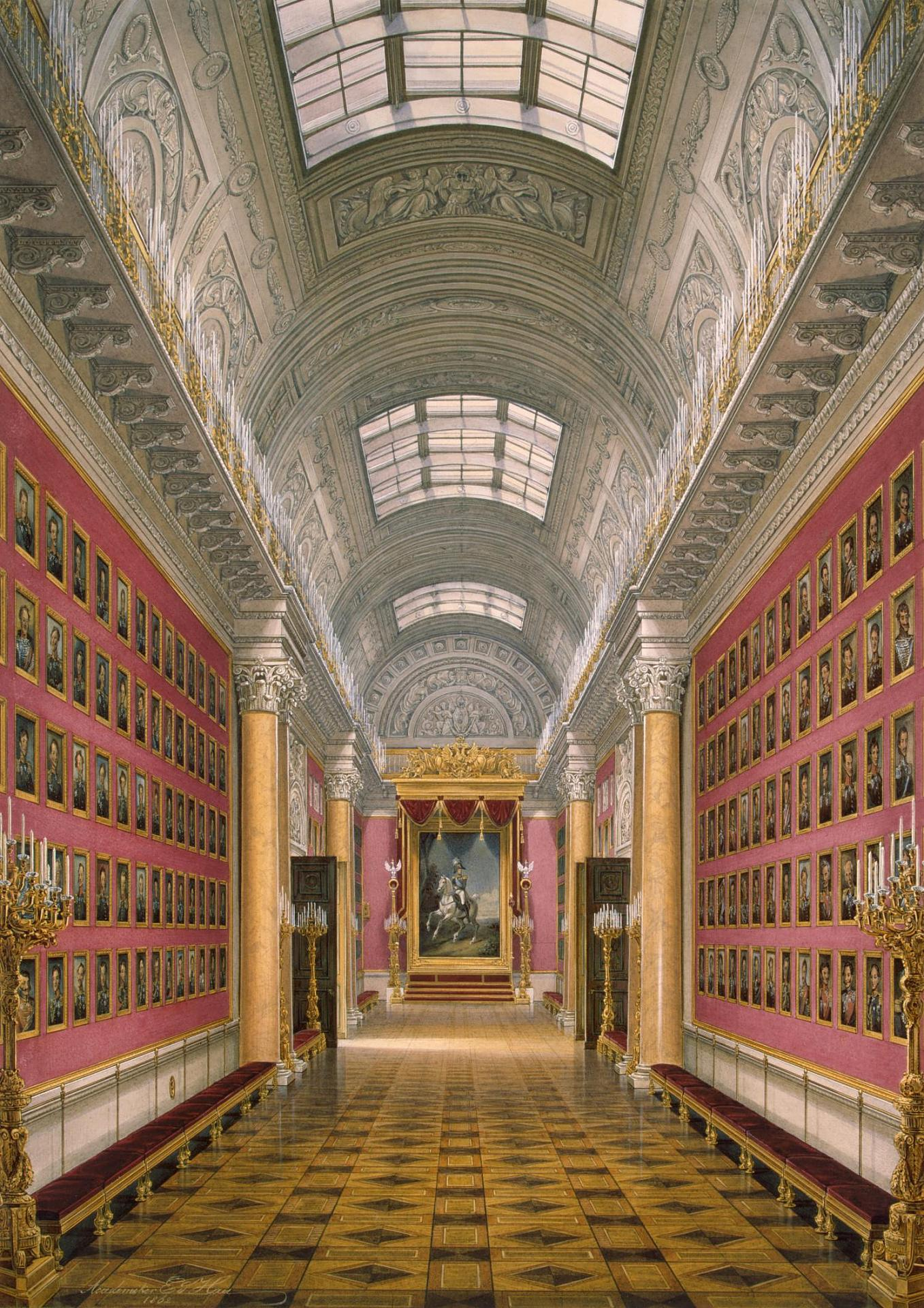
Э. П. Гау. «Галерея 1812 года». Бумага, акварель. 43,9 × 31 см. Эрмитаж. В торце галереи виден портрет Александра I работы Крюгера